# لورن ولز (بازیکن فوتبال)
لورن ولز (انگلیسی: Lauren Wells؛ زادهٔ ۳ ژوئیهٔ ۱۹۸۸) بازیکن فوتبال اهل بریتانیا است.
از باشگاه‌هایی که در آن بازی کرده‌است می‌توان به تیم فوتبال زنان آرسنال اشاره کرد.
وی همچنین در تیم ملی فوتبال زنان ولز بازی کرده‌است.